# Jameleddine Limam
  Jameleddine Limam    (Tunis, 11 de juny de 1967) és un exfutbolista tunisià de la dècada de 1990.
Fou internacional amb la selecció de Tunisia.
Pel que fa a clubs, destacà a Standard Liège i Eintracht Braunschweig.